# Jarvis (métro de Chicago)
Pour les articles homonymes, voir Jarvis.
Jarvis (anciennement Birchwood) est une station aérienne de la ligne rouge du métro de Chicago située dans le quartier de Rogers Park dans le nord de la ville de Chicago. 
Le style de la station est typique des autres arrêts de ligne rouge entre Belmont et Howard. Elle est composée d’une plateforme en bois étroite au milieu des deux voies centrales ou s’arrêtent les rames de la ligne rouge tandis que la ligne mauve roule sur les voies extérieures en heures de pointe.

## Description
En 1907, la ville de Chicago a autorisé l'électrification des voies de la Chicago, Milwaukee & St. Paul's Railroad de Graceland Avenue (Irving Park Road) jusqu’à la périphérie de la ville à Howard Avenue dont l'exploitation fut reprise par la Northwestern Elevated. 
La première station Jarvis fut ouverte au niveau du sol avant d’être surélevée en 1916 sur des tréteaux en acier temporaires. Cette situation qui ne devait être que temporaire perdura jusqu’à la fin de la Première Guerre mondiale faute de matériaux disponibles. La station fut reconstruite et inaugurée sur un remblai solide en 1922 sous la forme que l’on connaît aujourd’hui avec ses 4 voies. 
En 2006, les plaques de signalisation au nom de la station furent remplacées en accord avec la nouvelle signalétique de la ligne rouge. 
499 827 passagers l'ont utilisée en 2008.

## Dessertes
| Nord/Ouest            |  |             |  | Sud/Est                  |
| --------------------- |  | ----------- |  | ------------------------ |
| Howard (terminus)     |  | ligne rouge |  | Morse vers 95th/Dan Ryan |
| modifier sur Wikidata |  |             |  |                          |